# Arge clavicornis
Arge clavicornis är en stekelart som först beskrevs av Fabricius 1781.  Arge clavicornis ingår i släktet Arge, och familjen borsthornsteklar. Arten är reproducerande i Sverige.